# Sonerila biflora
Sonerila biflora är en tvåhjärtbladig växtart som beskrevs av Heinrich Zollinger och Alexandre Moritzi. Sonerila biflora ingår i släktet Sonerila och familjen Melastomataceae. Inga underarter finns listade i Catalogue of Life.